# بارك هي-جين
بارك هي-جين (الكورية: 박희진) هو شاعر كوري جنوبي، ولد في 4 ديسمبر 1931 في Yeoncheon County ‏ في كوريا الجنوبية، وتوفي في 31 مارس 2015.